# 187
El año 187 (CLXXXVII) fue un año común comenzado en domingo del calendario juliano, en vigor en aquella fecha.
En el Imperio romano el año fue nombrado el del consulado de Lucio Brutio Quincio Crispino y Lucio Roscio Eliano Páculo , o menos frecuentemente, como el 940 ab urbe condita, siendo su denominación como 187 a principios de la Edad Media, al establecerse el anno Domini.

## Acontecimientos
- En la Galia (actual Francia) Septimio Severo (nacido en Leptis Magna) es nombrado legado de Lyon.
- En Roma se desata otra epidemia de peste.
- En la actual Alemania, el militar romano Clodio Albino derrota a los catos, una tribu germánica altamente organizada que controlaba el área que incluye la Selva Negra.
- En la Hispania romana sucede la rebelión de Materno.[1]
- Septimio Severo se casa con la princesa siria Julia Domna (17), la hija menor del sacerdote Julius Bassianus, descendiente de la casa real de Emesa. Su hermana mayor era Julia Maesa.
- Rebelión de Zhang Chun y Zhang Ju (de las tribus Wu Hu). Es la primera vez que los soldados dentro del ejército chino se unen a una rebelión.
- Olympians sucede a Pértinax como Patriarca de Constantinopla.

## Nacimientos
- Cao Pi, poeta y primer emperador del reino Wei (f. 226).
- Guo Huai, general del reino Wei (f. 255).

## Fallecimientos
- Pertinax de Bizancio, religioso cristiano.